# Bretteville-sur-Laize

Bretteville-sur-Laize este o comună în departamentul Calvados, Franța. În 1 ianuarie 2022 avea o populație de 1.911 de locuitori.